# Coupe du monde de mini-foot 2025
Navigation
Ras el Khaïmah 2023
La coupe du monde de mini-foot 2025 est la cinquième édition de la coupe du monde mini-foot, le championnat mondial biennal des équipes nationales de minifootball organisé par la Fédération mondiale de mini-foot (WMF). Le tournoi se déroule à Bakou, en Azerbaïdjan, du 21 mai au 1er juin 2025. 
Lors du match final, le pays hôte, l'Azerbaïdjan, a battu la Hongrie 4-2 pour devenir champion.

## Lieu
Tous les matchs se dérouleront à la Salle nationale de gymnastique de Bakou, la capitale de l'Azerbaïdjan,.

## Tirage au sort
Le tirage au sort pour la composition des groupes a eu lieu à Bakou le 12 mars 2025. La cérémonie de tirage au sort s'est déroulée en présence de Gurban Gurbanov, entraîneur principal du Qarabağ FK, de Rashad Sadigov, entraîneur du Zira FK, de l'ancien joueur de l’équipe nationale de mini-foot d’Azerbaïdjan Seymur Mammadov, ainsi que du footballeur portugais Nani.
L’Égypte a été éliminée du tournoi et remplacée par les Émirats arabes unis en raison de problèmes administratifs, tandis que l’Afrique du Sud a également été éliminée et remplacée par l’Argentine pour des raisons financières. Le Mexique s’est retiré du tournoi et a été remplacé par l’Indonésie.
| Pot 1                                                                                        | Pot 2                                                                  | Pot 3                                                                                                | Pot 4                                                                                 |
| -------------------------------------------------------------------------------------------- | ---------------------------------------------------------------------- | --- | ------------------------------------------------------------------------------------- |
| Azerbaïdjan (Host) Roumanie Kazakhstan Serbie Hongrie Mexique → Indonésie Tchéquie Slovaquie | Bulgarie Monténégro États-Unis France Ukraine Géorgie Mauritanie Ghana | Angleterre Portugal Bosnie-Herzégovine Thaïlande Égypte → Émirats arabes unis Tchad Espagne Salvador | Pologne Inde Turquie Costa Rica Israël Bahreïn Ouzbékistan Afrique du Sud → Argentine |

## Cérémonie d’ouverture
La cérémonie d'ouverture a eu lieu le 21 mai à 19h00. Elle a débuté par l'exécution de l’hymne national azerbaïdjanais. Ensuite, un spectacle musical et lumineux sur l’Azerbaïdjan a été présenté. Des danseurs ont performé au rythme d’une musique entraînante. L’artiste de freestyle Sean Garnier a démontré ses talents de jonglage lors de la cérémonie. La chanteuse azerbaïdjanaise Aygün Kazimova et la chanteuse turque Aleyna Tilki ont interprété une chanson. Après la cérémonie d'ouverture, le match Azerbaïdjan−Bahreïn a eu lieu. Avant le match, les membres de l’équipe nationale d’Azerbaïdjan Tural Narimanov, Davud Karimi et Seymur Mammadov ont reçu une récompense spéciale à l’occasion de la fin de leur carrière en sélection nationale.

## Phase de groupes

### Groupe A
| Rang | Équipe      | Pts | J | G | N | P | Bp | Bc | Diff |
| ---- | ----------- | --- | - | - | - | - | -- | -- | ---- |
| 1    | Azerbaïdjan | 7   | 3 | 2 | 1 | 0 | 7  | 1  | +6   |
| 2    | Mauritanie  | 4   | 3 | 1 | 1 | 1 | 3  | 3  | 0    |
| 3    | Bahreïn     | 4   | 3 | 1 | 1 | 1 | 5  | 4  | +1   |
| 4    | Slovénie    | 1   | 3 | 0 | 1 | 2 | 2  | 9  | -7   |

| 21 mai 2025 | Azerbaïdjan         | 1-1     | Bahreïn          | Arène nationale de gymnastique, Baku |  |
| 21h45       | Mirmehdi Rzayev 15e |         | 25e Ahmed Antar  |                                      |  |
| 21h45       |                     | Rapport | 35e Saleh Sanjar |                                      |  |

| 21 mai 2025 | Mauritanie                          | 1-1     | Slovénie          | Arène nationale de gymnastique, Baku |  |
| 23h00       | Mohamed Vall Kbeiduche 40e          |         | 30e Mario Skuhala |                                      |  |
| 23h00       | Rajil Baba 13e · Ahmed Adreimiz 35e | Rapport | 44e Zoran Vuković |                                      |  |

| 23 mai 2025 | Mauritanie                | 2-0     | Bahreïn | Arène nationale de gymnastique, Baku |  |
| 12h45       | Mohamed Baghayoko 13e 30e |         |         |                                      |  |
| 12h45       | Mohamed Devaa 33e         | Rapport |         |                                      |  |

| 23 mai 2025 | Slovénie | 0-4     | Azerbaïdjan                                                                            | Arène nationale de gymnastique, Baku |  |
| 20h45       |          |         | 10e Elvin Alizada · 11e Mirmehdi Rzayev · 25e Khatai Baghirov · 40e Kamran Abdullazade |                                      |  |
| 20h45       |          | Rapport | 37e Mirkamil Aliyev · 44e Kamran Abdullazade                                           |                                      |  |

| 25 mai 2025 | Bahreïn                                                                     | 4-1     | Slovénie          | Arène nationale de gymnastique, Baku |  |
| 14h00       | Ahmed Antar 11e · Hasan Ahmed 40e · Ali Al-Araibi 44e · Salman Muhammad 45e |         | 49e Zoran Vuković |                                      |  |
| 14h00       | Mahmood Abdulrahman                                                         | Rapport |                   |                                      |  |

| 25 mai 2025 | Azerbaïdjan                                    | 2-0     | Mauritanie            | Arène nationale de gymnastique, Baku |  |
| 19h30       | Werzeg Betah 42e (csc) · Ramiz Chovdarov 50+2e |         |                       |                                      |  |
| 19h30       |                                                | Rapport | 29e Ahmed Taleb Ahmed |                                      |  |

### Groupe B
| Rang | Équipe      | Pts | J | G | N | P | Bp | Bc | Diff |
| ---- | ----------- | --- | - | - | - | - | -- | -- | ---- |
| 1    | France      | 5   | 3 | 1 | 2 | 0 | 4  | 3  | +1   |
| 2    | Roumanie    | 4   | 3 | 1 | 1 | 1 | 4  | 5  | -1   |
| 3    | Ouzbékistan | 4   | 3 | 1 | 1 | 1 | 7  | 5  | +2   |
| 4    | Tchad       | 3   | 3 | 1 | 0 | 2 | 4  | 6  | -2   |

| 21 mai 2025 | France                   | 1–0     | Tchad            | Arène nationale de gymnastique, Baku |  |
| 9h15        | Giovanni Calandrau 50+1e |         |                  |                                      |  |
| 9h15        |                          | Rapport | 45e Ahmat Yacoub |                                      |  |

| 21 mai 2025 | Roumanie                                                | 2–1     | Ouzbékistan             | Arène nationale de gymnastique, Baku |  |
| 21h45       | Constantin Dumitrașcu 2e · Andrei Șumălan 18e           |         | Asror Ruzmatov 5e       |                                      |  |
| 21h45       | Vlad Mocanu 21e · Saron Chirică 37e · Marius Balogh 39e | Rapport | 28e Doniyorbek Khasanov |                                      |  |

| 23 mai 2025 | France                                                         | 3–3 | Ouzbékistan                                                      | Arène nationale de gymnastique, Baku |  |
| 14h00       | Skender Si Chaib 10e · Kévin Kistohurry 19e · Dylan Rozier 50e |     | Doniyorbek Khasanov 3e · Asror Ruzmatov 8e · Elyor Omonjonov 41e |                                      |  |
| 14h00       | Rapport                                                        |     |                                                                  |                                      |  |

| 23 mai 2025 | Tchad                                                                 | 4–2     | Roumanie                                   | Arène nationale de gymnastique, Baku |  |
| 16h30       | Ahmat Yacoub 20e · Brahim Ali 29e · Brahim Ali 41e · Sidik Moussa 50e |         | Viorel Șaim 2e · Constantin Dumitrașcu 26e |                                      |  |
| 16h30       | Brahim Ali 36e · Ahmat Maki 42e · Abderahim Sougui 50e                | Rapport | Andrei Șumălan 25e · Andrei Balea          |                                      |  |

| 25 mai 2025 | Ouzbékistan                                                       | 3–0     | Tchad | Arène nationale de gymnastique, Baku |  |
| 12h45       | Bekzod Mirsaidov 19e · Azizbek Temirov 35e · Akhror Umarjonov 39e |         | |                                      |  |
| 12h45       | Bekzod Mirsaidov 5e                                               | Rapport | 25e Ahmat Yacoub · 41e Wade Mahamat · 42e Bokhit Youssouf · 45e Brahim Ali · 50+2e Ali Mahamat Assanoussi |                                      |  |

| 25 mai 2025        | Roumanie | 0–0                                        | France | Arène nationale de gymnastique, Baku |
| 22h00              |          |                                            |        |                                      |
| Andrei Șumălan 25e | Rapport  | 32e Giovanni Calandrau · 32e Dardan Hasani |        |                                      |

### Groupe C
| Rang | Équipe     | Pts | J | G | N | P | Bp | Bc | Diff |
| ---- | ---------- | --- | - | - | - | - | -- | -- | ---- |
| 1    | Angleterre | 7   | 3 | 2 | 1 | 0 | 8  | 1  | +7   |
| 2    | Hongrie    | 5   | 3 | 1 | 2 | 0 | 5  | 2  | +3   |
| 3    | Turquie    | 4   | 3 | 1 | 1 | 1 | 4  | 5  | -1   |
| 4    | Ukraine    | 0   | 3 | 0 | 0 | 3 | 1  | 10 | -9   |

| 21 mai 2025 | Hongrie                               | 1–1     | Turquie                               | Arène nationale de gymnastique, Baku |  |
| 10h30       | Kövesdi Zsombor 4e                    |         | 2e Erdem Eriş                         |                                      |  |
| 10h30       | Bálint Domokos 29e · Imre Bozsoki 41e | Rapport | 39e, 49e Deniz Uçma · 45e Erdal Murat |                                      |  |

| 21 mai 2025 | Ukraine | 0–4     | Angleterre                                                                            | Arène nationale de gymnastique, Baku |  |
| 13h00       |         |         | 15e Callam Gardner · 18e Callam Gardner · 31e Hafed Al-Droubi · 38e Kristian Campbell |                                      |  |
| 13h00       |         | Rapport | 18e Kristian Campbell · 32e Kirk Herbert                                              |                                      |  |

| 23 mai 2025 | Angleterre                                                                   | 1–1     | Hongrie            | Arène nationale de gymnastique, Baku |  |
| 15h15       | Sam Fitzgerald 40e                                                           |         | 49e Tibor Kész     |                                      |  |
| 15h15       | Hafed Al Droubi 34e · Sam Fitzgerald 44e · Mussa Bham 47e · George Isaac 50e | Rapport | 39e Miklós Barabás |                                      |  |

| 23 mai 2025 | Ukraine                             | 1–3     | Turquie                                                          | Arène nationale de gymnastique, Baku |  |
| 19h30       | Vadym Ivanov 17e                    |         | 4e 7e 42e Emre Hacıeyüpoğlu                                      |                                      |  |
| 19h30       | Yevhen Plaksa 38e · Denys Blank 42e | Rapport | Sabri Genç · Görkem Çapacı · Furkan Ahmet Yumutğan · Murat Erdal |                                      |  |

| 25 mai 2025 | Hongrie                                                  | 3–0     | Ukraine                                                           | Arène nationale de gymnastique, Baku |  |
| 16h30       | Zsombor Kövesdi 4e · Tibor Kész 40e · Miklós Barabás 44e |         |                                                                   |                                      |  |
| 16h30       | Bence Tajti 34e                                          | Rapport | 19e Kristian Sehedii · 36e Yaroslav Harbar · 45e Oleksandr Isakov |                                      |  |

| 25 mai 2025 | Turquie                                                          | 0–3     | Angleterre                                 | Arène nationale de gymnastique, Baku |  |
| 18h15       |                                                                  |         | 6e 43e Mussa Bham · 21e Sam Fitzgerald     |                                      |  |
| 18h15       | Emre Hacıeyüpoğlu 11e · Görkem Çapacı 27e · Şaban Emir Özcan 40e | Rapport | 16e Kristian Campbell · 50e Callum Gardner |                                      |  |

### Groupe D
| Rang | Équipe    | Pts | J | G | N | P | Bp | Bc | Diff |
| ---- | --------- | --- | - | - | - | - | -- | -- | ---- |
| 1    | Portugal  | 9   | 3 | 3 | 0 | 0 | 13 | 2  | +11  |
| 2    | Bulgarie  | 6   | 3 | 2 | 0 | 1 | 7  | 3  | +4   |
| 3    | Slovaquie | 3   | 3 | 1 | 0 | 2 | 16 | 3  | +13  |
| 4    | Inde      | 0   | 3 | 0 | 0 | 3 | 0  | 28 | -28  |

| 21 mai 2025 | Bulgarie                 | 1–3     | Portugal                                             | Arène nationale de gymnastique, Baku |  |
| 11h45       | Fábio Lopes (c.s.c.) 33e |         | 9e Rafa Correia · 32e Tiago Lapa · 38e Eduardo Silva |                                      |  |
| 11h45       |                          | Rapport | 49e João Santos                                      |                                      |  |

| 21 mai 2025 | Slovaquie | 15–0 | Inde | Arène nationale de gymnastique, Baku |  |
| 14h15       | Dávid Guba 7e (8) · Jakub Straka 16e (25) · Martin Ďuráči 17e · Erik Jendrišek 20e · Dušan Dzíbela 31e · Milan Nestorik 32e · Jakub Hudec 35e (37) 43e · Daniel Filip Mašulovič 41e · Jaroslav Repa 45e (50) · Marek Blažej 46e |      |      |                                      |  |
| 14h15       | Rapport |      |      |                                      |  |

| 23 mai 2025 | Bulgarie                                                                             | 5–0     | Inde               | Arène nationale de gymnastique, Baku |  |
| 18h15       | Iliya Petkov 20e (38) · Angel Rahov 40e · Momchil Kuzmanov 41e · Nikolay Marinov 46e |         |                    |                                      |  |
| 18h15       | Kristiyan Ivanov 44e                                                                 | Rapport | 23e Mahip Adhikari |                                      |  |

| 23 mai 2025 | Portugal            | 2–1 | Slovaquie        | Arène nationale de gymnastique, Baku |  |
| 22h00       | Tiago Lapa 1re (27) |     | Jakub Straka 40e |                                      |  |
| 22h00       | Rapport             |     |                  |                                      |  |

| 25 mai 2025 | Inde           | 0–8     | Portugal                                                                                             | Arène nationale de gymnastique, Baku |  |
| 15h15       |                |         | João Duarte 25e · Tiago Lapa 32e (38) 49e · Zé Campos 34e (42) · Francisco Silva 39e · Edú Silva 50e |                                      |  |
| 15h15       | Avi Bansal 49e | Rapport | |                                      |  |

| 25 mai 2025 | Slovaquie         | 0–1     | Bulgarie                             | Arène nationale de gymnastique, Baku |  |
| 20h45       |                   |         | Nikolay Ivanov 34e                   |                                      |  |
| 20h45       | Martin Ďuráči 23e | Rapport | 9e Angel Rahov · 30e Iavor Guentchev |                                      |  |

### Groupe E
| Rang | Équipe     | Pts | J | G | N | P | Bp | Bc | Diff |
| ---- | ---------- | --- | - | - | - | - | -- | -- | ---- |
| 1    | Monténégro | 7   | 3 | 2 | 1 | 0 | 14 | 1  | +13  |
| 2    | Thaïlande  | 7   | 3 | 2 | 1 | 0 | 9  | 2  | +7   |
| 3    | Inde       | 3   | 3 | 1 | 0 | 2 | 1  | 8  | -7   |
| 4    | Costa Rica | 0   | 3 | 0 | 0 | 3 | 1  | 14 | -13  |

| 22 mai 2025 | Indonésie                        | 1–0     | Costa Rica | Arène nationale de gymnastique, Baku |  |
| 14h00       | Syarif Hidayatullah Sudarwin 30e |         |            |                                      |  |
| 14h00       | Irsyad Furqoni Ravaes 49e        | Rapport |            |                                      |  |

| 22 mai 2025 | Monténégro                                 | 1–1     | Thaïlande                                      | Arène nationale de gymnastique, Baku |  |
| 15h15       | Nikola Popović 20e                         |         | 38e Thepmanee Nattapat                         |                                      |  |
| 15h15       | Luka Savović 25e · Aleksandar Bošković 37e | Rapport | 34e Worakan Nuchlaoo · 50+5e Chaiyong Pearpong |                                      |  |

| 24 mai 2025 | Monténégro | 9–0     | Costa Rica                                                | Arène nationale de gymnastique, Baku |  |
| 19h30       | Miloš Pejaković 2e · Miloš Pejaković 34e · Rijad Dervišević 4e · Aleksandar Bošković 26e · Djuro Mugoša 29e · Djuro Mugoša 38e · 32e (o.g.) · Darko Rajković 46e · Luka Savović 50e |         |                                                           |                                      |  |
| 19h30       | Dalibor Abramović 21e | Rapport | 16e Jurguen Bonilla · 16e Jason Campos · 39e Kevin Campos |                                      |  |

| 24 mai 2025 | Thaïlande                                                                                  | 4–0     | Indonésie             | Arène nationale de gymnastique, Baku |  |
| 20h45       | Piomsawad Vipusana 9e · Rumkae Adisak 23e · Thepmanee Nattapat 44e · Pearpong Chaiyong 46e |         |                       |                                      |  |
| 20h45       | Kraiwit Suwongsa 35e · Weerayut Wonchiangrak 43e · Tanet Saengthong 48e                    | Rapport | 49e Caisar Octavianus |                                      |  |

| 26 mai 2025 | Costa Rica       | 1–4     | Thaïlande                                                                                          | Arène nationale de gymnastique, Baku |  |
| 12h45       | Jose Montero 13e |         | 8e Saengthong Tanet · 24e Pearpong Chaiyong · 32e Wonchiangrak Weerayut · 41e Theerakaew Issarawut |                                      |  |
| 12h45       |                  | Rapport | 45e Issarawut Theerakaew                                                                           |                                      |  |

| 26 mai 2025 | Indonésie       | 0–4     | Monténégro                                                                        | Arène nationale de gymnastique, Baku |  |
| 17h00       |                 |         | 1re Ivan Pejaković · 16e Rijad Dervišević · 33e Darko Rajković · 49e Luka Savović |                                      |  |
| 17h00       | Junior Haqi 13e | Rapport | 39e Djuro Mugoša · 43e Ivan Pejaković                                             |                                      |  |

### Groupe F
| Rang | Équipe             | Pts | J | G | N | P | Bp | Bc | Diff |
| ---- | ------------------ | --- | - | - | - | - | -- | -- | ---- |
| 1    | Bosnie-Herzégovine | 5   | 3 | 1 | 2 | 0 | 6  | 4  | +2   |
| 2    | Pologne            | 5   | 3 | 1 | 2 | 0 | 3  | 2  | +1   |
| 3    | Kazakhstan         | 4   | 3 | 1 | 1 | 1 | 7  | 6  | +1   |
| 4    | États-Unis         | 1   | 3 | 0 | 1 | 2 | 5  | 9  | -4   |

| 22 mai 2025 | Kazakhstan          | 1–2     | Pologne                                | Arène nationale de gymnastique, Baku |  |
| 18h15       | Dmitriy Dvirnyy 21e |         | 39e Artur Koschny · 45e Piotr Makowski |                                      |  |
| 18h15       | Ilya Burtovoy 39e   | Rapport |                                        |                                      |  |

| 22 mai 2025 | États-Unis                             | 2–4     | Bosnie-Herzégovine                                  | Arène nationale de gymnastique, Baku |  |
| 19h30       | Chad Vandegriffe 25e · Ian Bennett 50e |         | 21e 26e 50+1e Haris Medunjanin · 42e Kemal Čaušević |                                      |  |
| 19h30       |                                        | Rapport | 21e Miloš Urta                                      |                                      |  |

| 24 mai 2025     | États-Unis | 0–0                       | Pologne | Arène nationale de gymnastique, Baku |
| 14h00           |            |                           |         |                                      |
| Ian Bennett 11e | Rapport    | 20e Bartosz Pieńczykowski |         |                                      |

| 24 mai 2025 | Bosnie-Herzégovine              | 1–1     | Kazakhstan                                | Arène nationale de gymnastique, Baku |  |
| 15h15       | 22e Zhassulan Mustafin (c.s.c.) |         | 23e Aibolat Adakhmanov                    |                                      |  |
| 15h15       | Ervin Zukanović 16e             | Rapport | 29e Chingiz Barashev · 32e Oleg Solumenko |                                      |  |

| 26 mai 2025 | Pologne           | 1–1     | Bosnie-Herzégovine  | Arène nationale de gymnastique, Baku |  |
| 16h30       | 14e Damian Patoka |         | 42e Ervin Zukanović |                                      |  |
| 16h30       | Bartosz Kaput 18e | Rapport | 33e Senijad Ibričić |                                      |  |

| 26 mai 2025 | Kazakhstan | 5–3     | États-Unis                                                  | Arène nationale de gymnastique, Baku |  |
| 20h45       | 8e Alikhan Sairanov · 10e Akhat Zholshorin · 16e Aibolat Adakhmanov · 49e Ilya Burtovoy · 50e Dmitriy Dvirnyy |         | 21e Justin Stinson · 43e Justin Stinson · 45e Jesus Pacheco |                                      |  |
| 20h45       | Ilya Burtovoy 9e · Dmitriy Dvirnyy 49e                                                                        | Rapport | 20e Stefan Mijatovic · 29e Justin Stinson                   |                                      |  |

### Groupe G
| Rang | Équipe              | Pts | J | G | N | P | Bp | Bc | Diff |
| ---- | ------------------- | --- | - | - | - | - | -- | -- | ---- |
| 1    | Tchéquie            | 7   | 3 | 2 | 1 | 0 | 13 | 5  | +8   |
| 2    | Géorgie             | 7   | 3 | 2 | 1 | 0 | 10 | 3  | +7   |
| 3    | Émirats arabes unis | 3   | 3 | 1 | 0 | 2 | 6  | 12 | -6   |
| 4    | Argentine           | 0   | 3 | 0 | 0 | 3 | 3  | 12 | -9   |

| 22 mai 2025 | Tchéquie                                          | 2-1     | Argentine                 | Arène nationale de gymnastique, Baku |  |
| 16h30       | Ondřej Paděra 38e · Guillermo Faidutti 23e (c.s.) |         | 34e Guillermo Faidutti    |                                      |  |
| 16h30       |                                                   | Rapport | 31e Miguel Angel Cisneros |                                      |  |

| 22 mai 2025 | Géorgie                                    | 2-0     | Émirats arabes unis                  | Arène nationale de gymnastique, Baku |  |
| 20h45       | Gega Koshadze 24e · Nikoloz Koplatadze 29e |         |                                      |                                      |  |
| 20h45       | Nikoloz Pkhakadze 41e                      | Rapport | 28e Ahmed Al Saleh · 50+2e Sanad Ali |                                      |  |

| 24 mai 2025 | Géorgie                                                                                       | 6-1     | Argentine                                                                                  | Arène nationale de gymnastique, Baku |  |
| 16h30       | Nikoloz Koplatadze 2e · Giorgi Khabalaevi 3e · Lasha-giorgi Oboladze 5e · Nikoloz Dadiani 35e |         | 20e Miguel Angel Cisneros                                                                  |                                      |  |
| 16h30       | Konstantine Sephiashvili 19e · Nikoloz Dadiani 44e                                            | Rapport | 43e Gonzalo Nieva · 43e Fernando Catilla · 43e Hector Rodriguez · 50+2e Guillermo Faidutti |                                      |  |

| 24 mai 2025 | Émirats arabes unis                        | 2-9     | Tchéquie                                                                                       | Arène nationale de gymnastique, Baku |  |
| 22h00       | Ahmed Al-Saleh 1re · Mohamed Al-Suwaidi 2e |         | 1re Ondřej Paděra · 3e Richard Svoboda · 11e Pavel Exner · 44e Jaroslav Kubát · 49e Erik Burac |                                      |  |
| 22h00       | Mohamed Al Suwaidi                         | Rapport | 46e Jaroslav Kubát                                                                             |                                      |  |

| 26 mai 2025 | Argentine                                    | 1-4     | Émirats arabes unis                                                               | Arène nationale de gymnastique, Baku |  |
| 15h15       | Luciano Monserrat 6e                         |         | Mohamed Khalil 7e · Saif Al-Rumeithi 34e · Rashed Masood 38e · Mohamed Al-Ali 48e |                                      |  |
| 15h15       | Guillermo Faidutti 3e · Matias Gasperini 30e | Rapport |                                                                                   |                                      |  |

| 26 mai 2025 | Tchéquie                              | 2-2     | Géorgie                                        | Arène nationale de gymnastique, Baku |  |
| 18h15       | Tomáš Jelínek 39e · Ondřej Paděra 45e |         | Gari Tsereteli 21e · Teimurazi Ekizashvili 30e |                                      |  |
| 18h15       | Jaroslav Kubát 7e · Pavel Exner 36e   | Rapport | 43e Teimurazi Ekizashvili · 47e Dato Khubutia  |                                      |  |

### Groupe H
| Rang | Équipe  | Pts | J | G | N | P | Bp | Bc | Diff |
| ---- | ------- | --- | - | - | - | - | -- | -- | ---- |
| 1    | Serbie  | 9   | 3 | 3 | 0 | 0 | 9  | 2  | +7   |
| 2    | Israël  | 6   | 3 | 2 | 0 | 1 | 8  | 5  | +3   |
| 3    | Espagne | 3   | 3 | 1 | 0 | 2 | 6  | 8  | -2   |
| 4    | Ghana   | 0   | 3 | 0 | 0 | 3 | 1  | 9  | -8   |

| 22 mai 2025 | Ghana                | 0–3     | Espagne                                                  | Arène nationale de gymnastique, Baku |  |
| 12h45       |                      |         | Óscar Ortiz 1re · José Barreto 5e · Alexander García 44e |                                      |  |
| 12h45       | Samuel Koranteng 32e | Rapport |                                                          |                                      |  |

| 22 mai 2025 | Serbie                                                        | 3–0     | Israël | Arène nationale de gymnastique, Baku |  |
| 22h00       | Zarije Gojković 30e · Stefan Bosnić 38e · Marko Novaković 42e |         |        |                                      |  |
| 22h00       | Žarko Matić 6e · Veselin Guberinić 44e                        | Rapport |        |                                      |  |

| 24 mai 2025 | Ghana                                                                               | 0–4     | Israël                                                                     | Arène nationale de gymnastique, Baku |  |
| 12h45       |                                                                                     |         | Amir Abeles 9e · Ahmad Gabarin 19e · Yossef Sarusi 43e · Yossef Sarusi 45e |                                      |  |
| 12h45       | Ebenezer Padi 5e · Anthony Botchway 24e · Emmanuel Kojo Mba 37e · Stephen Sowah 49e | Rapport |                                                                            |                                      |  |

| 24 mai 2025 | Espagne          | 1–4     | Serbie                                                      | Arène nationale de gymnastique, Baku |  |
| 18h15       | Pablo Romero 49e |         | 7e Marko Živkucin · 15e 28e Jovan Bobar · 45e Stefan Bosnić |                                      |  |
| 18h15       | Leon Suarez 41e  | Rapport |                                                             |                                      |  |

| 26 mai 2025 | Israël                                                                    | 4–2     | Espagne                               | Arène nationale de gymnastique, Baku |  |
| 13h00       | Yossef Sarusi 9e · Adar Kalir 38e · Ahmad Gabarin 48e · Yuval Shabtay 49e |         | Óscar Ortiz 27e · Pablo Romero 50+2e  |                                      |  |
| 13h00       | Ahmad Gabarin 8e                                                          | Rapport | 16e Diorio Fuentes · 50e Alves Collar |                                      |  |

| 26 mai 2025 | Serbie                                | 2–1     | Ghana                                    | Arène nationale de gymnastique, Baku |  |
| 19h30       | Zarije Gojković 13e · Jovan Bobar 21e |         | Bismark Amponsah 32e                     |                                      |  |
| 19h30       |                                       | Rapport | 20e Anthony Botchway · 45e Ebenezer Padi |                                      |  |

## Phase à élimination directe
|  | Huitièmes de finale | Huitièmes de finale |                    |                        | Quarts de finale       | Quarts de finale |   |  | Demi-finales   | Demi-finales   |  |  | Finale         | Finale         |
|  | Huitièmes de finale | Huitièmes de finale |                    |                        | Quarts de finale       | Quarts de finale |   |  | Demi-finales   | Demi-finales   |  |  | Finale         | Finale         |
|  |                     |                     |                    |                        |                        |                  |   |  |                |                |  |  |                |                |
|  | 27 mai à Bakou      | 27 mai à Bakou      |                    |                        | 29 mai à Bakou         | 29 mai à Bakou   |   |  | 30 mai à Bakou | 30 mai à Bakou |  |  | 30 mai à Bakou | 30 mai à Bakou |
|  | 27 mai à Bakou      | 27 mai à Bakou      |                    |                        | 29 mai à Bakou         | 29 mai à Bakou   |   |  | 30 mai à Bakou | 30 mai à Bakou |  |  | 30 mai à Bakou | 30 mai à Bakou |
|  | Angleterre          | 2 (3)               |                    |                        | 29 mai à Bakou         | 29 mai à Bakou   |   |  | 30 mai à Bakou | 30 mai à Bakou |  |  | 30 mai à Bakou | 30 mai à Bakou |
|  | Angleterre          | 2 (3)               |                    |                        | 29 mai à Bakou         | 29 mai à Bakou   |   |  | 30 mai à Bakou | 30 mai à Bakou |  |  | 30 mai à Bakou | 30 mai à Bakou |
|  | Bulgarie            | 2 (1)               |                    |                        | 29 mai à Bakou         | 29 mai à Bakou   |   |  | 30 mai à Bakou | 30 mai à Bakou |  |  | 30 mai à Bakou | 30 mai à Bakou |
|  | Bulgarie            | 2 (1)               | Angleterre         | 1                      |                        |                  |   |  | 30 mai à Bakou | 30 mai à Bakou |  |  | 30 mai à Bakou | 30 mai à Bakou |
|  | 27 mai à Bakou      |                     | Angleterre         | 1                      |                        |                  |   |  | 30 mai à Bakou | 30 mai à Bakou |  |  | 30 mai à Bakou | 30 mai à Bakou |
|  |                     | Azerbaïdjan         | 2                  |                        |                        |                  |   |  | 30 mai à Bakou | 30 mai à Bakou |  |  | 30 mai à Bakou | 30 mai à Bakou |
|  | Azerbaïdjan         | Azerbaïdjan         | 2                  | 1 (2)                  |                        |                  |   |  | 30 mai à Bakou | 30 mai à Bakou |  |  | 30 mai à Bakou | 30 mai à Bakou |
|  | Azerbaïdjan         | 29 mai à Bakou      |                    | 1 (2)                  |                        |                  |   |  | 30 mai à Bakou | 30 mai à Bakou |  |  | 30 mai à Bakou | 30 mai à Bakou |
|  | Roumanie            | 1 (1)               |                    |                        |                        |                  |   |  | 30 mai à Bakou | 30 mai à Bakou |  |  | 30 mai à Bakou | 30 mai à Bakou |
|  | Roumanie            | 1 (1)               | Azerbaïdjan        | 2                      |                        |                  |   |  |                |                |  |  | 30 mai à Bakou | 30 mai à Bakou |
|  | 28 mai à Bakou      |                     | Azerbaïdjan        | 2                      |                        |                  |   |  |                |                |  |  | 30 mai à Bakou | 30 mai à Bakou |
|  |                     | Monténégro          | 1                  |                        |                        |                  |   |  |                |                |  |  | 30 mai à Bakou | 30 mai à Bakou |
|  | Monténégro          | Monténégro          | 1                  | 1                      |                        |                  |   |  |                |                |  |  | 30 mai à Bakou | 30 mai à Bakou |
|  | Monténégro          | 30 mai à Bakou      |                    | 1                      |                        |                  |   |  |                |                |  |  | 30 mai à Bakou | 30 mai à Bakou |
|  | Pologne             | 0                   |                    |                        |                        |                  |   |  |                |                |  |  | 30 mai à Bakou | 30 mai à Bakou |
|  | Pologne             | 0                   | Monténégro         | 1                      |                        |                  |   |  |                |                |  |  | 30 mai à Bakou | 30 mai à Bakou |
|  | 28 mai à Bakou      |                     | Monténégro         | 1                      |                        |                  |   |  |                |                |  |  | 30 mai à Bakou | 30 mai à Bakou |
|  |                     | Tchéquie            | 0                  |                        |                        |                  |   |  |                |                |  |  | 30 mai à Bakou | 30 mai à Bakou |
|  | Tchéquie            | Tchéquie            | 0                  | 4                      |                        |                  |   |  |                |                |  |  | 30 mai à Bakou | 30 mai à Bakou |
|  | Tchéquie            | 29 mai à Bakou      |                    | 4                      |                        |                  |   |  |                |                |  |  | 30 mai à Bakou | 30 mai à Bakou |
|  | Israël              | 1                   |                    |                        |                        |                  |   |  |                |                |  |  | 30 mai à Bakou | 30 mai à Bakou |
|  | Israël              | 1                   | Azerbaïdjan        | 4                      |                        |                  |   |  |                |                |  |  |                |                |
|  | 27 mai à Bakou      |                     | Azerbaïdjan        | 4                      |                        |                  |   |  |                |                |  |  |                |                |
|  |                     | Hongrie             | 2                  |                        |                        |                  |   |  |                |                |  |  |                |                |
|  | Portugal            | Hongrie             | 2                  | 2                      |                        |                  |   |  |                |                |  |  |                |                |
|  | Portugal            |                     |                    | 2                      |                        |                  |   |  |                |                |  |  |                |                |
|  | Hongrie             | 3                   |                    |                        |                        |                  |   |  |                |                |  |  |                |                |
|  | Hongrie             | 3                   | Hongrie            | 1                      |                        |                  |   |  |                |                |  |  |                |                |
|  | 27 mai à Bakou      |                     | Hongrie            | 1                      |                        |                  |   |  |                |                |  |  |                |                |
|  |                     | Mauritanie          | 0                  |                        |                        |                  |   |  |                |                |  |  |                |                |
|  | France              | Mauritanie          | 0                  | 0                      |                        |                  |   |  |                |                |  |  |                |                |
|  | France              | 29 mai à Bakou      |                    | 0                      |                        |                  |   |  |                |                |  |  |                |                |
|  | Mauritanie          | 1                   |                    |                        |                        |                  |   |  |                |                |  |  |                |                |
|  | Mauritanie          | 1                   | Hongrie            | 0 (3)                  |                        |                  |   |  |                |                |  |  |                |                |
|  | 28 mai à Bakou      |                     | Hongrie            | 0 (3)                  |                        |                  |   |  |                |                |  |  |                |                |
|  |                     | Serbie              | 0 (1)              |                        |                        |                  |   |  |                |                |  |  |                |                |
|  | Bosnie-Herzégovine  | Serbie              | 0 (1)              | 3                      |                        |                  |   |  |                |                |  |  |                |                |
|  | Bosnie-Herzégovine  |                     |                    | 3                      |                        |                  |   |  |                |                |  |  |                |                |
|  | Thaïlande           | 1                   |                    | Match pour la 3e place | Match pour la 3e place |                  |   |  |                |                |  |  |                |                |
|  | Thaïlande           | 1                   | Bosnie-Herzégovine | Match pour la 3e place | Match pour la 3e place | 0                |   |  |                |                |  |  |                |                |
|  | 28 mai à Bakou      | 28 mai à Bakou      | Bosnie-Herzégovine | 30 mai à Bakou         | 30 mai à Bakou         | 0                |   |  |                |                |  |  |                |                |
|  | 28 mai à Bakou      | 28 mai à Bakou      |                    | 30 mai à Bakou         | 30 mai à Bakou         | Serbie           | 5 |  |                |                |  |  |                |                |
|  | Serbie              | 3                   | Monténégro         | 0                      |                        | Serbie           | 5 |  |                |                |  |  |                |                |
|  | Serbie              | 3                   | Monténégro         | 0                      |                        |                  |   |  |                |                |  |  |                |                |
|  | Géorgie             | 2                   |                    | Serbie                 | 3                      |                  |   |  |                |                |  |  |                |                |
|  | Géorgie             | 2                   |                    | Serbie                 | 3                      |                  |   |  |                |                |  |  |                |                |

### 1/8 finale
| 27 mai 2025 | Angleterre                                     | 2–2         | Bulgarie                                  | Arène nationale de gymnastique, Baku |  |
| 17h30       | Callum Gardner 37e (pen.) · Callum Gardner 42e |             | 38e Kristiyan Ivanov · 50+2e Danilo Vasov |                                      |  |
| 17h30       |                                                | Rapport     | 36e Danilo Vasov · 44e Hristo Markov ·    |                                      |  |
| 17h30       | Callum Gardner · Mussa Bham · Nicholas Wybrow  | Tirs au but | Nikolay Ivanov · Denis Ivanov             |                                      |  |

| 27 mai 2025 | Portugal                                               | 2–3     | Hongrie                                        | Arène nationale de gymnastique, Baku |  |
| 19h00       | Tiago Lapa 13e · Edu Rajão 37e                         |         | 16e Zsombor Kövesdi · 31e 45e Robin Koppermann |                                      |  |
| 19h00       | Eduardo Silva 23e · Tiago Lapa 40e · Eduardo Rajao 49e | Rapport |                                                |                                      |  |

| 27 mai 2025 | Azerbaïdjan        | 1–1     | Roumanie | Arène nationale de gymnastique, Baku |  |
| 20h30       | Ramiz Chovdarov 33 |         | 13 Alin Robu |                                      |  |
| 20h30       |                    | Rapport | 17e Ionuț Saron Chirică · 26e Iulian Sîplăcan · 45e Cătălin Ștefan Tineiu · 48e Lucian Trif · 49e Andrei Cosmin Balea · |                                      |  |
| 20h30       | Tirs au but 2–1    |         | |                                      |  |

| 27 mai 2025 | France           | 0–1     | Mauritanie            | Arène nationale de gymnastique, Baku |  |
| 22h00       |                  |         | 1re Moustapha Soueidi |                                      |  |
| 22h00       | Yoann Garcia 50e | Rapport | 50+2e Rajil Baba      |                                      |  |

| 28 mai 2025 | Monténégro                               | 1–0     | Pologne                                                           | Arène nationale de gymnastique, Baku |  |
| 17h30       | Darko Rajković 39e                       |         |                                                                   |                                      |  |
| 17h30       | Rijad Dervišević 25e · Zoran Kovač 50+3e | Rapport | 26e Michał Orzeszyna · 27e Piotr Makowski · 47e Tomasz Warszawski |                                      |  |

| 28 mai 2025 | Bosnie-Herzégovine                        | 3–1     | Thaïlande           | Arène nationale de gymnastique, Baku |  |
| 19h00       | Kemal Čaušević 44e · Haris Medunjanin 50e |         | 2e Tanet Saengthong |                                      |  |
| 19h00       | Mirnes Salihović 36e                      | Rapport |                     |                                      |  |

| 28 mai 2025 | Tchéquie                                                                         | 4–1     | Israël            | Arène nationale de gymnastique, Baku |  |
| 20h30       | Ondřej Paděra 5e · Richard Svoboda 33e · Pavel Exner 37e                         |         | 49e Ahmad Gabarin |                                      |  |
| 20h30       | Mordehai Moti Kadosh 18e · Guy Rafaeli 31e · Ahmad Gabarin 36e · Amir Abeles 46e | Rapport |                   |                                      |  |

| 28 mai 2025 | Serbie                                              | 3–2     | Géorgie                                           | Arène nationale de gymnastique, Baku |  |
| 22h00       | Nikola Tomić 6e · Žarko Matić 25e · Jovan Bobar 40e |         | 11e (pen.) Giorgi Qurdadze · 41e Giorgi Aptsiauri |                                      |  |
| 22h00       | Nikola Tomič 19e                                    | Rapport | 16e Giorgi Khabalaevi · 42e Giorgi Qurdadze       |                                      |  |

### 1/4 finale
| 29 mai 2025 | Hongrie                                                   | 1–0     | Mauritanie | Arène nationale de gymnastique, Baku |  |
| 17h30       | Barnabás Győri 23e                                        |         |            |                                      |  |
| 17h30       | Imre Bozsoki 19e · Balázs Bényei 19e · Barnabás Győri 19e | Rapport |            |                                      |  |

| 29 mai 2025 | Monténégro                              | 1–0     | Tchéquie          | Arène nationale de gymnastique, Baku |  |
| 19h00       | Rijad Dervišević 39e                    |         |                   |                                      |  |
| 19h00       | Rijad Dervišević 33e · Djuro Mugoša 38e | Rapport | 28e Tomáš Jelínek |                                      |  |

| 29 mai 2025 | Angleterre                            | 1–2     | Azerbaïdjan                                      | Arène nationale de gymnastique, Baku |  |
| 20h30       | Mussa Bham 35e                        |         | 14e Tamkin Khalilzade · 48e (csc) Sam Fitzgerald |                                      |  |
| 20h30       | George Isaac 11e · Pires Domingos 45e | Rapport | 28e Mirkamil Aliyev · 47e Tamkin Khalilzade      |                                      |  |

| 29 mai 2025 | Bosnie-Herzégovine                     | 0–5     | Serbie                                                                          | Arène nationale de gymnastique, Baku |  |
| 22h00       |                                        |         | Davor Popović 2e · Stefan Bosnić 18e 44e · Marko Vujović 30e · Nikola Tomič 50e |                                      |  |
| 22h00       | Senijad Ibričić 10e · Vedad Salčin 28e | Rapport | 22e Žarko Matić · 29e Marko Živkucin                                            |                                      |  |

### Demi-finales
| 30 mai 2025 | Azerbaïdjan                                                | 2–1     | Monténégro                                                           | Arène nationale de gymnastique, Baku |  |
| 20h00       | Aghaseyid Gasimov 23e · Ramiz Chovdarov 44e                |         | Nikola Radonjić 30e                                                  |                                      |  |
| 20h00       | Taleh Babayev 8e · Museyyib Valiyev 26e · Vusal Isayev 41e | Rapport | 8e Dalibor Abramović · 26e Nikola Radonjić · 32e Aleksandar Bošković |                                      |  |

| 30 mai 2025                                  | Hongrie     | 0–0                             | Serbie | Arène nationale de gymnastique, Baku |
| 21h30                                        |             |                                 |        |                                      |
| Bence Lovász 48e                             | Rapport     |                                 |        |                                      |
| Tibor Kész · Balázs Bényei · Zsombor Kövesdi | Tirs au but | Veselin Guberinić · Žarko Matić |        |                                      |

### Match pour la3eplace
| 1er juin 2025 | Monténégro | 0-3     | Serbie                                                                                             | Arène nationale de gymnastique, Baku |  |
| 18h00         | |         | 21e Žarko Matić · 25e Zarije Gojković · 50+3e Veselin Guberinić                                    |                                      |  |
| 18h00         | Nikola Popović 20e, 49e · Nikola Radonjić 29e · Zoran Kovač 37e · Goran Nenezić 38e · Djuro Mugoša 41e · Rijad Dervišević 47e | Rapport | 7e Marko Novaković · 11e Davor Popović · 27e Marko Živkucin · 32e Vladimir Bajić · 37e Žarko Matić |                                      |  |

### Finale
| 1er juin 2025 | Azerbaïdjan                                                        | 4-2     | Hongrie                                | Arène nationale de gymnastique, Baku |  |
| 20h00         | Takin Khalilzade 2e · Mahammad Khalilov 8e · Ravan Karimov 10e 29e |         | 11e Jsombor Kövesdi · 50e Bence Lovász |                                      |  |
| 20h00         | Vusal Isayev 24e · Ramiz Chovdarov 50e                             | Rapport | 10e Miklós Barabás                     |                                      |  |

## Records
Le match Azerbaïdjan–Angleterre disputé en quart de finale a été suivi par 7 007 spectateurs. Ce chiffre représente la plus grande affluence jamais enregistrée dans l'histoire des championnats du monde et d'Europe de minifootball.

## Meilleurs buteurs
| Footballeur      | Nation             | Buts |
| ---------------- | ------------------ | ---- |
| Ondřej Paděra    | Tchéquie           | 7    |
| Tiago Lapa       | Portugal           | 7    |
| Zsombor Kövesdi  | Hongrie            | 5    |
| Rijad Dervišević | Monténégro         | 4    |
| Jovan Bobar      | Serbie             | 4    |
| Haris Medunjanin | Bosnie-Herzégovine | 4    |
| Stefan Bosnić    | Serbie             | 4    |
| Callum Gardner   | Angleterre         | 4    |

## Mascottes
La mascotte du tournoi est un cerf anthropomorphe nommé "Maralzade". Elle a été présentée au public lors de la cérémonie du tirage au sort qui a eu lieu le 12 avril 2025.